# Mūsá Kūh
Mūsá Kūh (persiska: موسی کوه) är en ort i Iran.   Den ligger i provinsen Gilan, i den nordvästra delen av landet, 270 km nordväst om huvudstaden Teheran. Mūsá Kūh ligger 265 meter över havet och antalet invånare är 135.
Terrängen runt Mūsá Kūh är kuperad åt nordost, men åt sydväst är den bergig. Runt Mūsá Kūh är det ganska tätbefolkat, med 134 invånare per kvadratkilometer. Närmaste större samhälle är Fūman, 16,6 km öster om Mūsá Kūh. I omgivningarna runt Mūsá Kūh växer i huvudsak blandskog.